# Johannes Fibiger
 Der er flere personer med dette navn, se Johannes Fibiger (præst).
Johannes Andreas Grib Fibiger (født 23. april 1867 i Silkeborg, død 30. januar 1928 i København) var en dansk læge og professor i patologisk anatomi ved Københavns Universitet. Han modtog i 1927 Nobelprisen i medicin for sine studier over eksperimentelt fremkaldte kræftsvulster hos rotter.

## Liv og karriere
Fibiger var søn af forfatteren Elfride Fibiger og distriktslægen Christian Emanuel August Fibiger. Han blev i 1883 student fra Haderslev Læreres Skole i København og studerede derefter medicin ved Københavns Universitet. Efter kandidateksamen i 1890 var Fibiger reservelæge ved Københavns Garnisons Sygehus i Rigensgade og ved Blegdamshospitalet. Samtidig hermed fungerede han som assistent ved universitetets laboratorium for medicinsk bakteriologi under professor Carl Julius Salomonsen. Her udarbejdede Fibiger afhandlingen Bakteriologiske Studier over Diphteri, som i 1895 gav ham doktorgraden. To år senere blev Fibiger assistent og prosektor ved Københavns Universitets patologiske Institut og i 1900 blev han professor i patologi, en stilling, som han havde til sin død. Fibiger var rektor for Københavns Universitet i 1925-26.

## Forskning
Fibiger blev især kendt for forskning inden for følgende tre områder:

### Difteri
I forlængelse af sin doktordisputats, som især beskæftigede sig med difteribacillens morfologi og egenskaber, udarbejdede Fibiger flere andre afhandlinger om sygdommen, herunder Om Serumbehandling af Difteri fra 1898. Dette arbejde anses for medicinhistoriens første eksperimentelle arbejde, hvor der foruden den aktivt behandlede gruppe af patienter også er benyttet en kontrolgruppe, idet patienter indlagt på henholdsvis lige og ulige datoer blev allokeret til hver sin gruppe. Fibiger fandt ved sammenligning af de to grupper en tydelig effekt af serumbehandling af difteripatienter, et resultat, som der dog senere er blevet sat spørgsmålstegn ved. Serumbehandling af difteri blev uaktuel da difterivaccinen i 1924 blev fremstillet af Gaston Ramon ved Pasteur-Instituttet i Paris.

### Tuberkulose
Sammen med professor Carl Oluf Jensen ved Landbohøjskolen foretog Fibiger studier over tarmtuberkulosens patologi og især over en eventuel sammenhæng mellem tarmtuberkulose hos mennesket og indtagelse af mælk indeholdende kvægets tuberkelbacil. Den tyske bakteriolog Robert Kochs påstand om, at denne tuberkelbacil var uskadelig for mennesket, kunne ved hjælp af disse studier tilbagevises.

### Eksperimentelt fremkaldt kræft
Fibiger blev internationalt kendt, da han i 1913 offentliggjorde resultater af årelange forsøg, som for første gang syntes at vise, at kræftknuder kan fremkaldes eksperimentelt hos forsøgsdyr, en opdagelse af stor betydning for forskning i kræftens årsager. Ved undersøgelse af tilfældigt fundne kræftknuder i mavesækken hos rotter fandt Fibiger, at disse knuder indeholdt en hidtil ukendt nematode (rundorm), som Fiber gav navnet spiroptera neoplastica. Ved at fodre raske rotter med kakerlakker, som var inficeret med nematoden kunne Fibiger fremkalde kræftknuder i maven hos rotterne. Denne opdagelse vakte stor opsigt, og var årsagen til, at Fibiger i 1927 blev tildelt Nobelprisen i medicin. Der var dog allerede dengang uenighed om den virkelige årsag til kræftknudernes opståen, et spørgsmål, som aldrig er blevet endeligt afklaret. Især fra tysk side har man kaldt Fibigers opdagelse for "medicinhistoriens højst præmierede fejltagelse". Uanset, om dette er rigtigt eller ej, gjorde Fibiger sig fortjent ved at lægge grunden til den eksperimentelle kræftforskning.

## Tillidshverv og hædersbevisninger
Fra 1907 var Fibiger næstformand i Den almindelige danske Lægeforenings Cancerkomité, som var forgængeren for landsforeningen Kræftens Bekæmpelse. Fra 1922 var han cancerkomitéens formand. Som næstformand gennemførte han en næsten komplet registrering af alle kræftpatienter i Danmark, et arbejde af stor betydning for studiet af kræftsygdommenes epidemiologi. Fra 1908 var Fibiger desuden viceformand og fra 1913 til foreningens ophør i 1920 formand i Die Internationale Vereinigung für Krebsforschung. Han var medlem af det danske Videnskabernes Selskab fra 1916 og æresmedlem i mange udenlandske videnskabelige selskaber. Fibiger blev udnævnt til æresdoktor ved universiteterne i Louvain og i Paris. Herhjemme blev han kommandør af Dannebrogordenen i 1926. Da Fibiger modtog Nobelprisen i december 1927 var han alvorligt syg af tarmkræft og døde seks uger senere.
Fibiger har fået opkaldt Fibiger Laboratoriet og Fibiger Instituttet efter sig. Den danske læge og modstandsmand Jørgen Kieler har efterfølgende været leder af Fibiger Laboratoriet og Fibiger Instituttet.